# La Voix du sang
La Voix du sang (titre original : Blood Song) est un roman de fantasy écrit par Anthony Ryan et publié en 2012 puis traduit en français et paru en 2014,. L'auteur s'est inspiré de titres majeurs de l’heroic fantasy, comme Le Nom du vent de Patrick Rothfuss. Le roman suit la genèse de Vaelin Al Sorna, légende du Royaume Unifié.

## Résumé
Vaelin Al Sorna est considéré dans tout le Royaume Unifié comme une légende vivante. Prisonnier de l'Empire Alpiran, il est condamné à affronter le Bouclier, reconnu comme un des meilleurs épéistes du monde. Sur le navire qui l'emmène vers le lieu de l'affrontement, Vaelin raconte son histoire à Verniers, chroniqueur impérial. 
Vaelin n'a que dix ans lorsque son père, Seigneur de guerre du Royaume Unifié, le dépose devant les portes du Sixième Ordre. Cet ordre est le garant et le bras armée de la Foi du Royaume. Il doit alors se couper de sa vie passée et subir un entrainement rigoureux, avec d'autres enfants de son âge, afin de devenir un soldat d'élite œuvrant pour l'Ordre.  
Se découvrant rapidement des aptitudes innées pour le combat et le commandement, Vaelin finit également par comprendre qu'il possède un don qui pourrait lui attirer des ennuis, dans un monde où la Foi voit d'un mauvais œil la magie, appelée la Ténèbre.

## Accueil critique
François Manson rédige dans le numéro 80 de la revue Présences d'esprits une critique très positive du roman, le décrivant comme « un de ces page-turners qu’on dévore, parce qu’à l’action omniprésente, il mêle habilement la découverte progressive d’un monde riche et plus complexe qu’il n’y paraît ». Il conclut en affirmant être en présence d'« un cocktail explosif, avec un héros dont l’humanité nous touche et nous attache à lui. Vivement la suite ! ».

## Éditions
- Bragelonne, 2014  (ISBN 9782352947509)[2]

### Livre audio
- Anthony Ryan (auteur) et Nicolas Planchais (narrateur) (trad. de l'anglais), La Voix du sang, Paris, Hardigan, 25 mars 2016, 664 p. (ISBN 978-2-35294-750-9)Support : audible ; durée : 27 h environ ;